# Pombares
Pombares is een plaats (freguesia) in de Portugese gemeente Bragança en telt 59 inwoners (2001).